# Liga ACT 2005
La temporada 2005 de la Liga ACT (conocida como Liga San Miguel por motivos de patrocinio) fue la tercera edición desde que se iniciara la competición de traineras organizada por la Asociación de Clubes de Traineras en 2003. Compitieron 12 equipos encuadrados en un único grupo. La temporada regular comenzó el 2 de julio en Vigo (Pontevedra) y terminó el 18 de septiembre en Bermeo (Vizcaya). Posteriormente, se disputaron los play-off para el descenso a la Liga Federativa Vasco-Cántabra, competición que sería sustituida por la Liga ARC la temporada siguiente, o a la Liga LGT.

## Sistema de competición
La competición consta de tres tipos de regatas:
- Regatas puntuables: computan para la clasificación de la liga y todos los clubes deben participar en ellas.
- Regatas no puntuables: no computan para la clasificación de la liga y los clubes pueden no participar en ellas mediando causa justificada. En la temporada 2006, la Bandera Castro-Urdiales no fue puntuable.[2]
- Regatas de play-off: se disputan 2 regatas en la que participan los últimos clasificados antes de las dos últimas regatas y los dos primeros de la Liga Federativa y de la Liga Gallega.

En esta edición se disputaron 19 banderas durante la temporada regular y dos regatas de play-off. Todos los integrantes de la Liga ACT disputan las regatas puntuables excepto las dos últimas ya que éstas coinciden con el desarrollo de los play-off. En estas dos últimas regatas no participan los siguientes clasificados después de la decimoséptima regata: los clasificados en los puestos noveno y décimo; el penúltimo y último clasificados ya que reman en la tanda de los play-off. Por tanto, estas dos últimas banderas solo las disputan los ocho primeros clasificados tras la disputa de las 17 primeras regatas.
Las regatas de disputaron en tandas en líneas con tres o cuatro calles. En todos los casos la distancia a bogar en cada regata fue de 3 millas náuticas que equivalen a 5556 metros.

## Polémica alrededor de la SDR Astillero
Durante esta edición la Sociedad Deportiva de Remo Astillero recuperó la hegemonía y se hizo con el recién instaurado trofeo de la Corona ACT. Pero su dominio en el agua se vio ensombrecido por una serie de sucesos extradeportivos.
Tras la disputa de la edición 2005 de la Bandera Telefónica en aguas de Fuenterrabía, el equipo de Astillero fue retenido por la Ertzaintza. La negativa de algunos de los remeros a responder hasta que llegase el abogado del club llevó al Gobierno Vasco a prohibir a la trainera remar en aguas vascas. La prohibición fue duramente criticada por el Miguel Ángel Revilla, presidente de Cantabria y vecino de El Astillero, quien llegó a acusar al Gobierno Vasco de «organización tercermundista, o lo que es peor, dictatorial» y a los vascos de «creerse los inventores del remo y al perder la bandera de la Concha actuar como si les arrebataran el árbol de Gernika» (esto último tras la sanción a Pedreña en la Concha de ese mismo año).
La justicia dejó dicha prohibición en suspenso en septiembre de 2006 con motivo de la disputa de la Bandera de la Concha. En enero de 2008 el Tribunal Superior de Justicia del País Vasco dio la razón al club astillerense, pero para entonces la ACT ya había decidido expulsar al club de la asociación (junio de 2006).
El motivo oficial fue el retraso de los cántabros a la hora de presentar la documentación exigida (estos a su vez se habían negado a hacerlo por considerarla abusiva). El motivo de fondo era la desconfianza creada en el resto de clubs por el uso masivo de sustancias prohibidas bajo la fórmula de Autorización para uso terapéutico (AUT) y por las "constantes negativas y trabas planteadas de forma continuada desde la SDR Astillero para que sus remeros colaborasen en el esclarecimiento de los hechos".
Como represalia por la sanción, Astillero secuestró el trofeo de campeón que debería haber devuelto al comienzo de la temporada 2006 siendo por ello llevado a los tribunales. Por estos motivos el campeón de 2005 no pudo defender su título en 2006 (donde le sustituyó Laredo Remo Club) ni participar en ninguna de las banderas organizadas por la ACT. Se reincorporó a la competición en 2008 debiendo empezar desde las categorías inferiores (ARC) y no regresando a la Liga ACT hasta 2010.
En 2009 el Tribunal Superior de Justicia del País Vasco sentenció que el Gobierno Vasco no tiene competencias antidopaje, en 2008 ya fueron absueltos los remeros de Astillero aunque no se pronunció en ese aspecto, con lo que se supone que no ocurrirán más casos de estos.

## Calendario

### Temporada regular
Las siguientes regatas tuvieron lugar en 2005.
| Orden | Regata                                                                            | Fecha            | Hora  | Localidad       | Provincia  |
| ----- | --------------------------------------------------------------------------------- | ---------------- | ----- | --------------- | ---------- |
| 1     | I Regata Concejo de Vigo                                                          | 2 de julio       | 18:00 | Vigo            | Pontevedra |
| 2     | II Bandera Ciudad de Ribeira                                                      | 3 de julio       | 11:30 | Ribeira         | La Coruña  |
| 3     | III Bandera Outon Fernández                                                       | 9 de julio       | 18:00 | El Grove        | Pontevedra |
| 4     | XV Bandera Concejo de Boiro                                                       | 10 de julio      | 11:30 | Boiro           | La Coruña  |
| 5     | II Bandera Liébana Tierra de Júbilo                                               | 16 de julio      | 18:00 | Laredo          | Cantabria  |
| 6     | X Bandera Real Astillero de Guarnizo - XXXV Gran Premio Ayuntamiento de Astillero | 17 de julio      | 12:00 | El Astillero    | Cantabria  |
| 7     | VII Bandera Flaviobriga                                                           | 24 de julio      | 19:00 | Castro-Urdiales | Cantabria  |
| 8     | XX Bandera El Correo-BBK                                                          | 25 de julio      | 12:00 | Lequeitio       | Vizcaya    |
| 9     | II Bandera Puerto de Pasajes                                                      | 30 de julio      | 18:00 | Pasajes         | Guipúzcoa  |
| 10    | XVII Bandera de Plencia                                                           | 31 de julio      | 12:00 | Plencia         | Vizcaya    |
| 11    | XVIII Bandera de Fuenterrabía                                                     | 6 de agosto      | 17:00 | Fuenterrabía    | Guipúzcoa  |
| 12    | XI Bandera de Trincherpe                                                          | 7 de agosto      | 12:00 | Pasajes         | Guipúzcoa  |
| 13    | XXXIII Bandera Castro-Urdiales                                                    | 15 de agosto     | 18:30 | Castro-Urdiales | Cantabria  |
| 14    | XV Bandera de Orio - VIII Bandera Inmobiliaria Orio                               | 27 de agosto     | 17:00 | Orio            | Guipúzcoa  |
| 15    | XXVIII Bandera de Zarauz                                                          | 28 de agosto     | 12:00 | Zarauz          | Guipúzcoa  |
| 16    | I Bandera Marina de Cudeyo - Gran Premio Dynasol                                  | 17 de septiembre | 16:30 | Pedreña         | Cantabria  |
| 17    | XXIII Bandera Villa de Bermeo                                                     | 18 de septiembre | 12:00 | Bermeo          | Vizcaya    |
| 18    | VII Bandera Telefónica                                                            | 24 de septiembre | 12:00 | Fuenterrabía    | Guipúzcoa  |
| 19    | XXXI Bandera El Corte Inglés                                                      | 25 de septiembre | 12:00 | Portugalete     | Vizcaya    |

### Play-off de ascenso a Liga ACT
| Orden | Regata       | Fecha            | Hora  | Provincia |
| ----- | ------------ | ---------------- | ----- | --------- |
| 1     | Fuenterrabía | 24 de septiembre | 17:00 | Guipúzcoa |
| 2     | Portugalete  | 25 de septiembre | 12:00 | Vizcaya   |

## Traineras participantes
| Equipo                    | Nombre de la Trainera | Localidad       | Provincia  |
| ------------------------- | --------------------- | --------------- | ---------- |
| Mecos-Mondariz            | Mequiña               | El Grove        | Pontevedra |
| Cabo da Cruz              | Cabo da Cruz          | Boiro           | La Coruña  |
| Astillero                 | San José XV           | El Astillero    | Cantabria  |
| Pedreña                   | Marina de Cudeyo      | Pedreña         | Cantabria  |
| Castro-Naturhouse         | La Marinera           | Castro-Urdiales | Cantabria  |
| Arkote                    | Plentzitarra          | Plencia         | Vizcaya    |
| Urdaibai-Umpro Avia       | Bou Bizkaia           | Bermeo          | Vizcaya    |
| Isuntza-Grafilur-Super BM | Lekittarra            | Lequeitio       | Vizcaya    |
| Orio-Grupo Eibar          | Txiki                 | Orio            | Guipúzcoa  |
| Trintxerpe-Carglass       | Azkuene               | Pasajes         | Guipúzcoa  |
| San Juan-Iberdrola        | Erreka                | Pasajes         | Guipúzcoa  |
| Hondarribia               | Ama Guadalupekoa      | Fuenterrabía    | Guipúzcoa  |

Los clubes participantes están ordenados geográficamente, de oeste a este.

### Equipos por provincia
| Provincia  | N. | Equipos                                                       |
| ---------- | -- | ------------------------------------------------------------- |
| Guipúzcoa  | 4  | Hondarribia, Orio-Grupo Eibar, San Juan-Iberdrola, Trintxerpe |
| Cantabria  | 3  | Astillero, Castro-Naturhouse, Pedreña                         |
| Vizcaya    | 3  | Arkote, Isuntza-Grafilur-Super BM, Urdaibai-Umpro Avia        |
| Pontevedra | 1  | Mecos-Mondariz                                                |
| La Coruña  | 1  | Cabo da Cruz                                                  |

### Ascensos y descensos
| Pos. | Ascendido de Liga Federativa Vasco-Cántabra |
| ---- | ------------------------------------------- |
| 1.º  | Arkote                                      |

| Pos. | Descendido a liga LGT |
| ---- | --------------------- |
| 12.º | Tirán-Pereira         |

     Ascenso después de play-off.

     Descenso después de play-off.

## Clasificación

### Temporada regular
A continuación se recoge la clasificación en cada una de las regatas disputadas.

#### Puntuación
Los puntos se reparten entre los doce participantes en cada regata.
| Posición | 1.º | 2.º | 3.º | 4.º | 5.º | 6.º | 7.º | 8.º | 9.º | 10.º | 11.º | 12.º |
| -------- | --- | --- | --- | --- | --- | --- | --- | --- | --- | ---- | ---- | ---- |
| Puntos   | 12  | 11  | 10  | 9   | 8   | 7   | 6   | 5   | 4   | 3    | 2    | 1    |

#### Resultados por regata
| Pos. | Club                      | Trainera         | 1 VIG | 2 RIB | 3 OUT | 4 BOI | 5 LIE | 6 AST | 7 FLA | 8 COR | 9 PUE | 10 PLE | 11 FUE | 12 TRI | 13 CAS | 14 ORI | 15 ZAR | 16 CUD | 17 BER | 18 TEL | 19 ING | Puntos |
| ---- | ------------------------- | ---------------- | ----- | ----- | ----- | ----- | ----- | ----- | ----- | ----- | ----- | ------ | ------ | ------ | ------ | ------ | ------ | ------ | ------ | ------ | ------ | ------ |
| 1    | Astillero                 | San José XV      | 1     | 2     | 1     | 2     | 6     | 1     | 2     | 1     | 1     | 1      | 1      | 1      | 6      | 3      | 3      | 1      | 1      | 1      | 1      | 204    |
| 2    | Hondarribia               | Ama Guadalupekoa | 5     | 1     | 2     | 1     | 1     | 2     | 1     | 2     | 5     | 2      | 3      | 3      | 3      | 2      | 2      | 4      | 2      | 5      | 4      | 187    |
| 3    | Castro-Naturhouse         | La Marinera      | 3     | 7     | 3     | 6     | 3     | 3     | 3     | 6     | 3     | 4      | 4      | 4      | 2      | 1      | 1      | 2      | 3      | 2      | 3      | 173    |
| 4    | Pedreña                   | Marina de Cudeyo | 2     | 4     | 4     | 3     | 2     | 7     | 4     | 4     | 6     | 10     | 6      | 5      | 5      | 5      | 4      | 3      | 4      | 3      | 8      | 150    |
| 5    | Orio-Grupo Eibar          | Txiki            | 4     | 8     | 8     | 5     | 4     | 4     | 5     | 5     | 2     | 3      | 7      | 2      | 1      | 4      | 6      | 5      | 5      | 7      | 2      | 148    |
| 6    | Arkote                    | Plentzitarra     | 9     | 5     | 5     | 4     | 7     | 6     | 7     | 3     | 4     | 6      | 2      | 10     | 4      | 11     | 5      | 6      | 6      | 4      | 5      | 129    |
| 7    | Cabo da Cruz              | Cabo da Cruz     | 10    | 3     | 11    | 7     | 5     | 5     | 8     | 7     | 7     | 9      | 5      | 9      | DNP    | 6      | 9      | DSQ    | 7      | 6      | 6      | 101    |
| 8    | Mecos-Mondariz            | Mequiña          | 6     | 6     | 6     | 8     | 8     | 8     | 6     | 11    | 8     | 5      | 9      | 8      | DNP    | 8      | 7      | 7      | 8      | 8      | 7      | 100    |
| 9    | San Juan-Iberdrola        | Erreka           | 7     | 9     | 7     | 9     | 9     | 9     | 9     | 8     | 11    | 8      | 11     | 6      | 9      | 7      | 8      | 11     | 11     | DNP    | DNP    | 68     |
| 10   | Urdaibai-Umpro Avia       | Bou Bizkaia      | 8     | 10    | 10    | 12    | 12    | 10    | 10    | 10    | 10    | 11     | 8      | 7      | 8      | 10     | 10     | 8      | 10     | DNP    | DNP    | 52     |
| 11   | Isuntza-Grafilur-Super BM | Lekittarra       | 11    | 12    | 9     | 10    | 10    | 11    | 11    | 9     | 9     | 7      | 10     | 11     | 7      | 9      | 11     | 9      | 9      | DNP    | DNP    | 50     |
| 12   | Trintxerpe-Carglass       | Azkuene          | 12    | 11    | 12    | 11    | 11    | 12    | 12    | 12    | 12    | 12     | 12     | 12     | 10     | 12     | 12     | 10     | 12     | DNP    | DNP    | 21     |

| Color     | Resultado                        |
| --------- | -------------------------------- |
| Oro       | Ganador                          |
| Plata     | Segundo                          |
| Bronce    | Tercero                          |
| Verde     | Puntuó                           |
| Negro     | DSQ - Descalificado              |
| Sin color | DNP - Inscrito pero no participó |

#### Palmarés
| Pos. | Club                      | Victorias | Segundas | Terceras | Puntos | Ascenso o descenso   |
| ---- | ------------------------- | --------- | -------- | -------- | ------ | -------------------- |
| 1    | Astillero                 | 12        | 3        | 2        | 204    |                      |
| 2    | Hondarribia               | 4         | 7        | 3        | 187    |                      |
| 3    | Castro-Naturhouse         | 2         | 3        | 8        | 173    |                      |
| 4    | Pedreña                   | -         | 2        | 3        | 150    |                      |
| 5    | Orio-Grupo Eibar          | 1         | 3        | 1        | 148    |                      |
| 6    | Arkote                    | -         | 1        | 1        | 129    |                      |
| 7    | Cabo da Cruz              | -         | -        | 1        | 101    |                      |
| 8    | Mecos-Mondariz            | -         | -        | -        | 100    |                      |
| 9    | San Juan-Iberdrola        | -         | -        | -        | 68     |                      |
| 10   | Urdaibai-Umpro Avia       | -         | -        | -        | 52     |                      |
| 11   | Isuntza-Grafilur-Super BM | -         | -        | -        | 50     | Play-off de descenso |
| 12   | Trintxerpe-Carglass       | -         | -        | -        | 21     | Play-off de descenso |

### Play-off de ascenso a Liga ACT
Los puntos se reparten entre los cuatro participantes en cada regata.
| Posición | 1.º | 2.º | 3.º | 4.º |
| -------- | --- | --- | --- | --- |
| Puntos   | 4   | 3   | 2   | 1   |

| Pos. | Club                      | Trainera   | 1 FUE | 2 POR | Puntos | Ascenso o descenso   |
| ---- | ------------------------- | ---------- | ----- | ----- | ------ | -------------------- |
| 1    | Zumaia-Altuna y Uria      | Telmo Deun | 1     | 2     | 7      | Asciende a Liga ACT  |
| 2    | Zarautz                   | Enbata     | 2     | 1     | 7      | Asciende a Liga ACT  |
| 3    | Isuntza-Grafilur-Super BM | Lekittarra | 3     | 3     | 4      | Desciende a Liga ARC |
| 4    | Trintxerpe-Carglass       | Azkuene    | 4     | 4     | 2      | Desciende a Liga ARC |